# Nikolay Dobrolyubov
Nikolay Alexandrovich Dobrolyubov (em russo:  Никола́й Алекса́ндрович Добролю́бов; AFI:  [nʲɪkɐˈlaj ɐlʲɪˈksandrəvʲɪt͡ɕ dəbrɐˈlʲubəf]ⓘ; Níjni Novgorod, 5 de fevereiro de 1836 – São Petersburgo, 29 de novembro de 1861) foi um crítico literário, jornalista, poeta e democrata revolucionário russo.

## Biografia
Dobrolyubov nasceu  em Níjni Novgorod, cidade onde seu pai foi um sacerdote. Em sua infância, entre os anos de 1848 à 1853, frequentou um seminário, onde era considerado pelos seus professores um menino prodígio. Em casa, Dobrolyubov passava um bom tempo na biblioteca de seu pai, lendo livros de ciência e arte. Com treze anos, escrevia poesias e versos traduzindo poetas romanos como Horácio. Em 1853, Dobrolyubov foi para São Petersburgo e entrou na Universidade. Após a morte de seus pais, em 1854, Dobrolyubov passou a assumir a responsabilidade por seus irmãos e irmãs. E para sustentar sua família e continuar seus estudos trabalhou como tutor e professor. A pesada carga de trabalho e o stress de seu trabalho causou um efeito negativo sobre sua saúde.
Durante seus estudos na Universidade, Dobrolyubov organizou um círculo clandestino democrático, divulgou um jornal manuscrito, e liderou a luta estudantil contra a administração reacionária da Universidade. Seus poemas Sobre o aniversário de 50 anos de Nikolay Gretsch (1854), e Ode sobre a Morte de Nicolau I (1855), cujas cópias foram distribuídas para além da Universidade, demonstrava sua atitude hostil contra a autocracia.
Em 1856, Dobrolyubov conheceu o influente crítico Nikolai Tchernichevski, e o editor Nikolai Nekrasov. E logo começou a publicar seus trabalhos no popular jornal O Contemporâneo. Em 1857, após ser graduado na Universidade, juntou-se à equipe do jornal como chefe do departamento de crítica. Nos próximos quatro anos, produziu importantes ensaios críticos. Um de seus trabalhos mais famosos foi O que é Oblomovismo?, baseado na análise da novela Oblomov de Ivan Goncharov.
Em maio de 1860, por insistência de seus amigos, Dobrolyubov viajou para o exterior para tratar da tuberculose, que havia se exarcebado por conta do excesso de trabalho. Nesse tempo, viveu na Alemanha, Suíça, França, e ficou por mais de seis meses na Itália, onde o movimento de libertação nacional, liderado por Giuseppe Garibaldi, estava em andamento. Os acontecimentos na Itália lhe forneceram matérias para uma série de artigos.
Em julho de 1861, Dobrolyubov voltou à Rússia e morreu poucos meses depois, em novembro de 1861, de tuberculose aguda. Foi enterrado ao lado de Vissarion Belinskii no Cemitério de Volkovo em São Petersburgo.

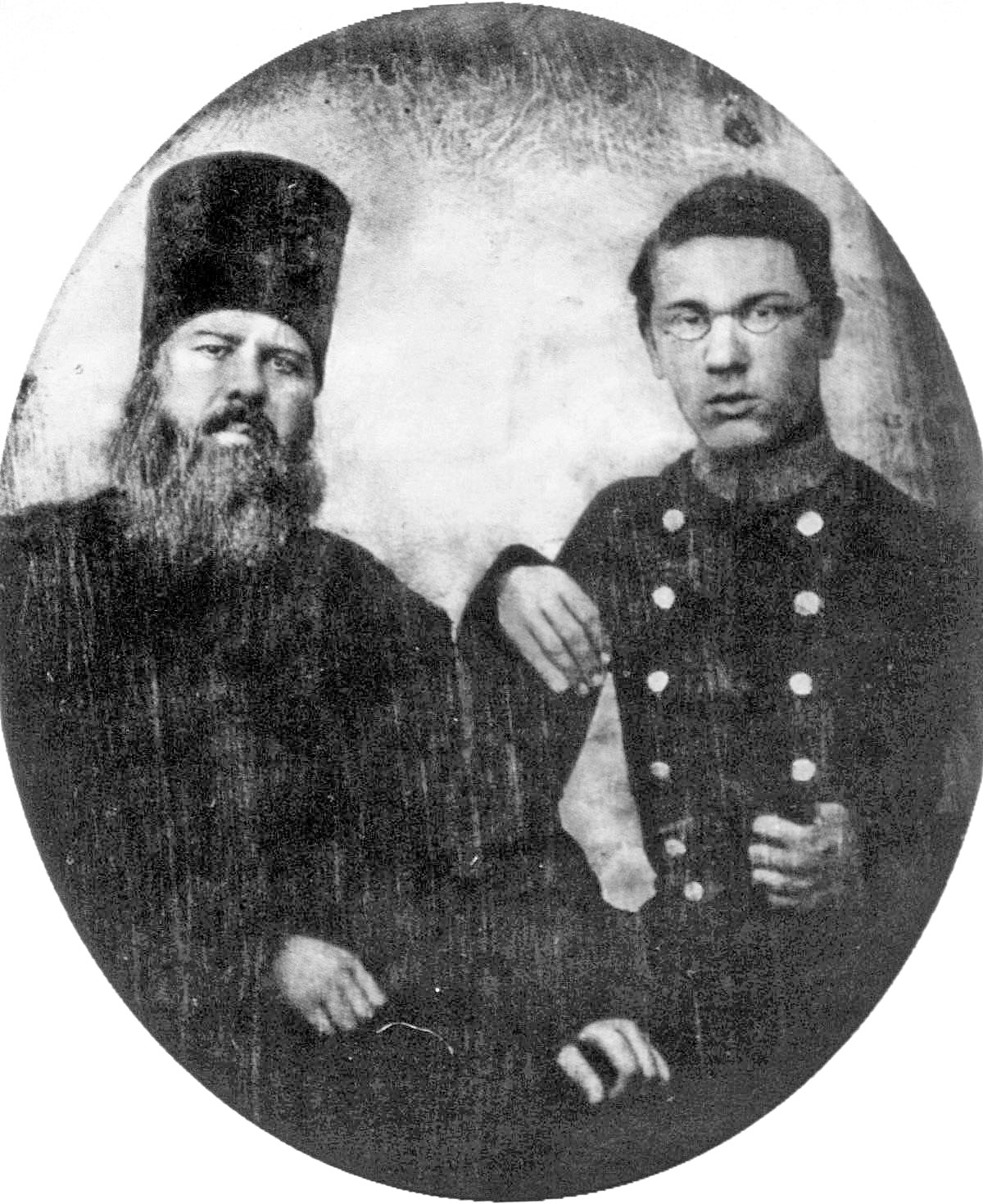
Nikolay com seu pai. 1854

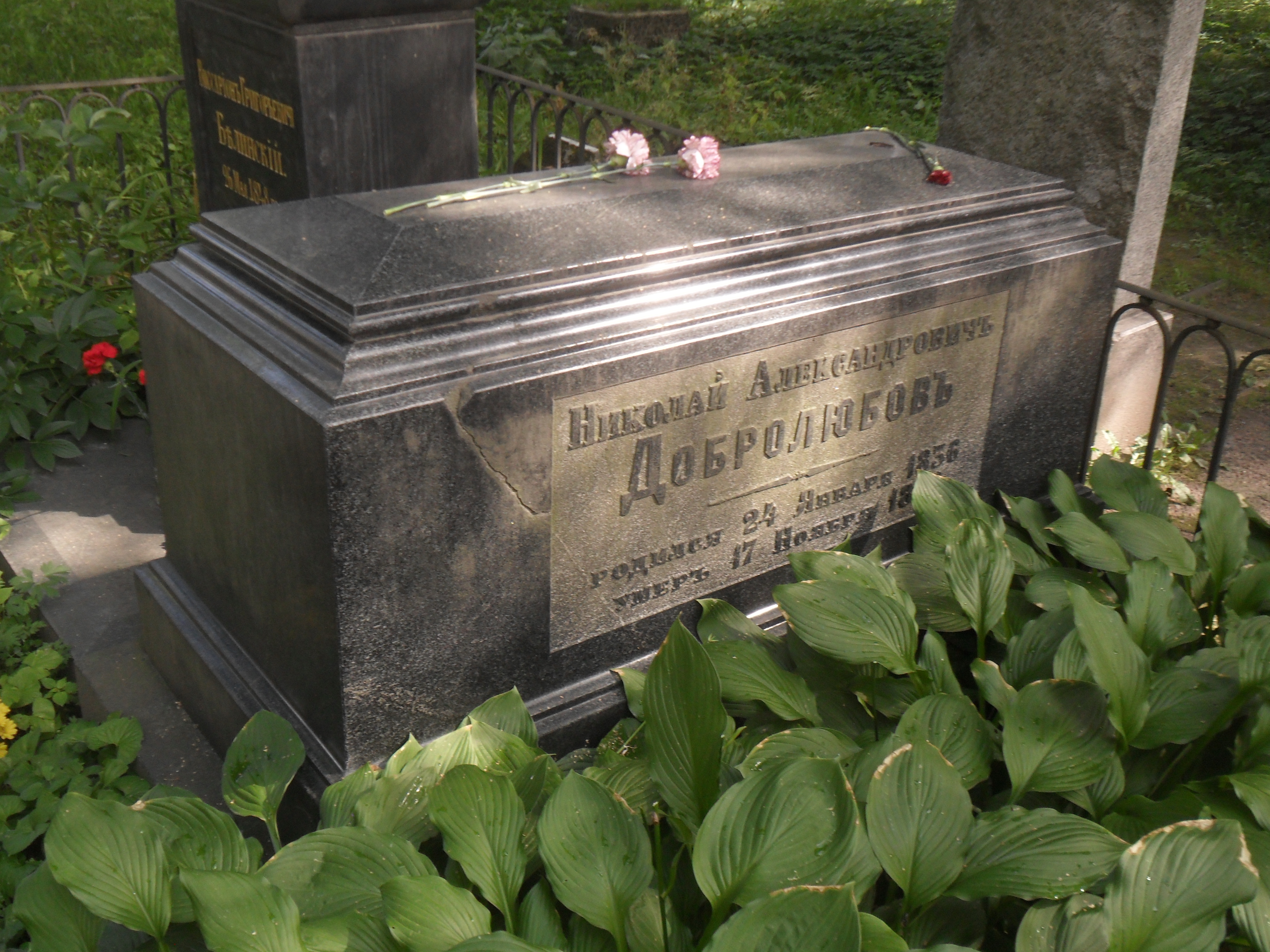
Sepultura no Cemitério de Volkovo